# Jacinta Pichimahuida se enamora
Jacinta Pichimahuida se enamora es una película de Argentina filmada en Eastmancolor dirigida por Enrique Cahen Salaberry según el guion de Abel Santa Cruz que se estrenó el 6 de enero de 1977 y que tuvo como actores principales a María de los Ángeles Medrano, Jorge Martínez,  Carlos Pamplona y Alberto Busaid.
La película tiene como antecedente una serie de televisión del mismo guionista cuyo personaje fue encarnado por  Evangelina Salazar (1946-) en Jacinta Pichimahuida, la maestra que no se olvida (1966),, Cristina Lemercier (1951-1996) en Señorita maestra (1982 a 1985). y María de los Ángeles Medrano (1955-) en Jacinta Pichimahuida, la maestra que no se olvida (1974-1975).

## Sinopsis
Una maestra tropieza con el recelo de sus alumnos cuando se hace cargo de una escuela primaria. Al mismo tiempo que trata de conquistarlos inicia un romance con un profesor que fue su alumno.

## Reparto
- María de los Ángeles Medrano como la Srta. Jacinta Pichimahuida.
- Jorge Martínez como Carlos.
- Carlos Pamplona
- Graciela Cimer como Etelvina Baldasarre.
- Lilliana Joaquin como Carmen.
- Marcelo Bonachi como Strabucco.
- Javier Diaz como Cirilo.
- Luis Hernández como Canuto.
- Marcelo Feljoo como Siracusa.
- Silvina Chaves como Bibi.
- Alejandra Chaves como Meche.
- Nancy Cerantes como Clavelina.
- Fabian Bagnato como Fito.
- Alejandro Lamarque como Caballasca.
- Daniel Miyahira como Kokimoto.
- Alejandro Villordo como Tito.
- Juan Carlos de Seta como Efrain.
- Miriam Antelo como Carola.
- Fernando Iglesias
- Stella M. Rosales como Stella Marie.
- Néstor Hugo Rivas
- Henny Trailes como profesora de música.
- Marta Roldán
- Néstor Rigan
- Alberto Busaid como Romualdo Caballasca.
- Mirta Busnelli como Marcela.
- Ana María Castel
- Lily Correa
- Martín Chatol
- Miguel Duval
- Gloria Gueddes
- Oscar Turbio
- Gabriela Toscano
- Ana María Arias
- Sergio Hernández
- Gloria Ugarte

## Comentarios
Para H.C. de La Prensa el filme:

”Resulta ameno y entretenido.”

Clarín dijo:

”Film sano y positivo, con las medidas adecuadas para la evocación de una etapa estudiantil inolvidable.”

El suplemento Radar de Página/12 consideró en 2006: 

«Para dejar en claro la distancia entre la comedia pícara y cualquier manifestación transgresora, uno de los directores más exitosos del género (y uno de los más prolíficos de la dictadura, con nueve films en su haber) es el encargado también de dar forma a esta comedia moralizante que comienza y termina con la canción Aurora.»